# كاثرين في. فورست
كاثرين في. فورست (بالإنجليزية: Katherine V. Forrest)‏ (20 أبريل 1939، وندسور في كندا)؛ كاتِبة ومؤلِّفة وروائية كندية.